# Чохалар
Чохалар или Чоалар (грч. Παρθένιο, Партенио) је насељено место у општини Илиџијево у периферији Средишња Македонија, Грчка. Према попису из 2021. године било је 427 становника.
Српски географ Боривоје Милојевић, 1920. године наводи да је у Чохалару било 35 кућа Словена хришћана и 10 кућа Рома муслимана. Године 1924. муслиманско становништво је принудно исељено у Турску а на њихово место је насељено неколико грчких избегличких породица, укупно 51 особа. На попису из 1928. године било је 239 становника, од чега су Словени били већина.